# Ève Luquet
Ève Luquet (* 6. September 1954 in Paris) ist eine französische Graveurin und Briefmarkenkünstlerin. Sie arbeitet für die französische Post in Andorra und in Frankreich seit 1986.
Ève Luquet studierte an der École nationale supérieure des beaux-arts von Paris, gemeinsam mit Briefmarkenkünstler und Graveur Jacques Jubert. Sie spezialisierte sich auf die Darstellung verschiedener Landschaftsmotive sowie auf die Darstellung von Monumenten.
Ihre Marianne-Briefmarkenserie ist die erste französische Dauermarkenserie, die von einer Frau entworfen wurde. Sie wurde am 15. Juli 1997 verausgabt.
| Personendaten    | Personendaten                                    |
| ---------------- | ------------------------------------------------ |
| NAME             | Luquet, Ève                                      |
| KURZBESCHREIBUNG | französische Graveurin und Briefmarkenkünstlerin |
| GEBURTSDATUM     | 6. September 1954                                |
| GEBURTSORT       | Paris                                            |